# Narcisse Guilbert

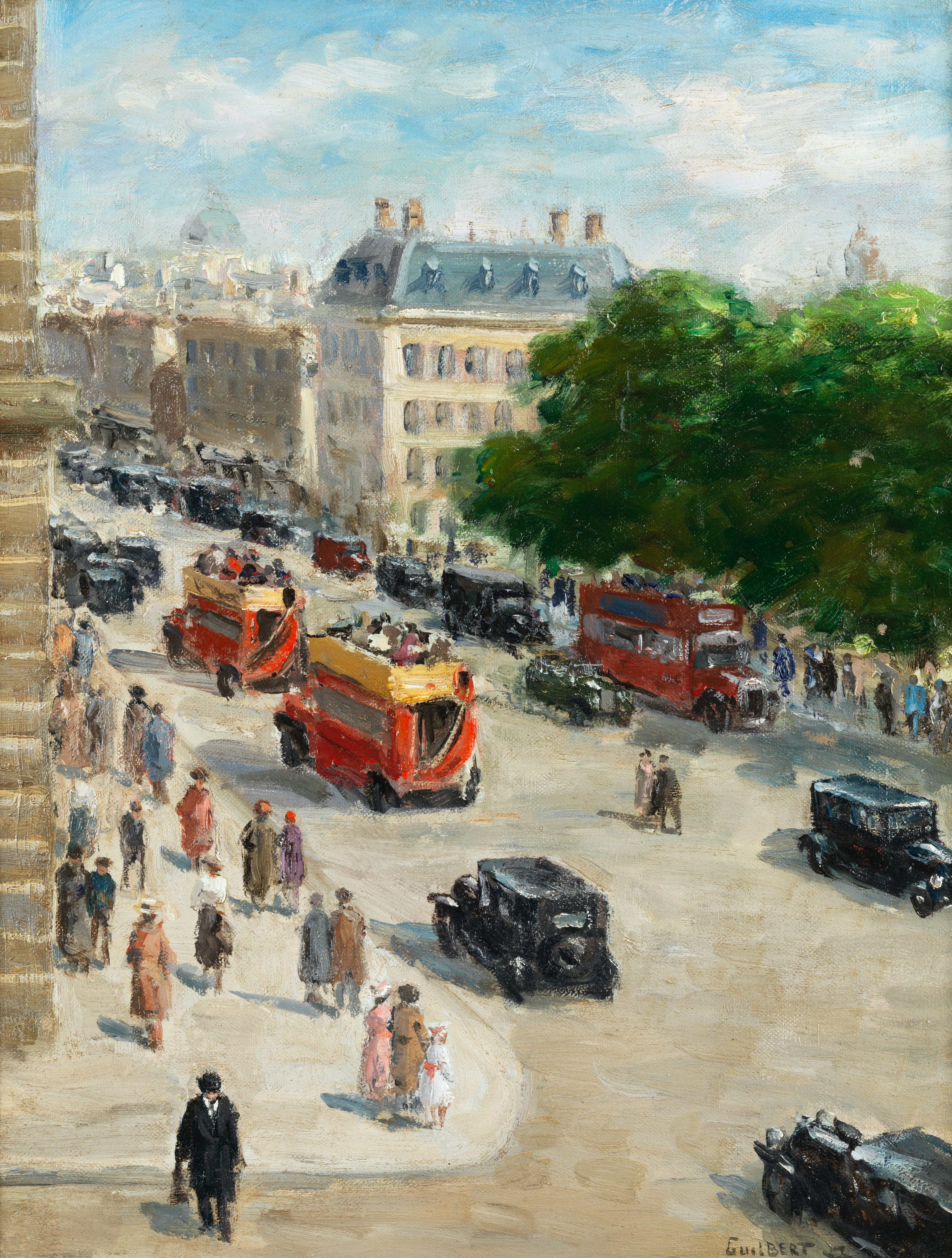
Straße in London

Narcisse Guilbert (* 12. Juni 1878 in Bouville; † 23. Februar 1942 in Rouen) war ein französischer Maler der École de Rouen.

## Leben
Die Eltern von Narcisse Guilbert, Aimable Guilbert und Louise Dubreuil, waren einfache Arbeiter. Aimable war Schreiner und zog 1887 mit seiner Familie nach Mont-Saint-Aignan in der Nähe von Rouen. Drei Jahre später starb Aimable und Louise zog mit ihrem Sohn nach Rouen. Wegen finanzieller Schwierigkeiten musste Narcisse als Kurier für Thiéry-Martin arbeiten. In seiner Freizeit besuchte er das Stadtmuseum und begann zu zeichnen und zu malen.
1895 versuchte er sich in der Ölmalerei und kopierte alte Meister. Mit 17 Jahren trat er in die École des Beaux-Arts ein und lernte später Joseph Delattre kennen, der eine private Kunstschule eröffnete. Während er weiterhin bei Thiéry-Martin arbeitete, malte er an den Wochenenden und folgte Joseph Delattre nach Petit-Couronne.
Seine erste Ausstellung fand 1905 in der Galerie Legrip statt. Im selben Jahr starb seine Mutter und er heiratete Emma Biard, mit der er 1906 eine Tochter, Renée, bekam. In den folgenden Jahren stellte er regelmäßig aus, wurde von der Kritik gelobt und fand schnell Anerkennung. 1908 konnte er dank der finanziellen Unterstützung von Émile Bories seine Arbeit aufgeben und sich ganz der Malerei widmen.
Er stellte weiterhin in verschiedenen Galerien und Salons aus, unter anderem in Paris. International bekannt wurde er 1911, als das Museum von Swansea eines seiner Gemälde erwarb. Trotz des Ersten Weltkriegs, in dem er als Soldat diente, setzte er seine künstlerische Tätigkeit fort und nahm an mehreren Ausstellungen teil.
Nach dem Krieg setzte Guilbert seine Karriere fort, stellte regelmäßig aus und erhielt mehrere Preise und Auszeichnungen. Er blieb der Normandie treu und malte häufig Landschaften um Rouen, Étretat und die Seine. Auch in den schwierigen Jahren der Weltwirtschaftskrise und der politischen Unruhen blieb er aktiv. Während des Zweiten Weltkriegs organisierte er noch Ausstellungen, bevor er 1942 starb.

## Werk
Sein Œuvre ist geprägt durch eine homogene Qualität, die sich in einer soliden Zeichnung, einem ausgeprägten Farbempfinden sowie einer feinen Sensibilität manifestiert. Dabei zeigt er eine bemerkenswerte Vorliebe für die Seine-Ufer unterhalb von Rouen, Dieppe, Croisset sowie für Orte, die zu allen Jahreszeiten dargestellt werden, darunter die Hänge des Biessard und des Canteleu. Bemerkenswert sind zudem die Seelandschaften von Le Tréport, Dieppe, Varengeville, Etretat sowie die seltenen Darstellungen von Saint-Malo und Rothéneuf aus dem Jahr 1910. Erwähnenswert sind darüber hinaus einige Stillleben, darunter etwa zehn Porträts und ein Akt. Das Gesamtwerk umfasst etwa 2.500 Gemälde. Des Weiteren schuf Narcisse Guilbert einige Zeichnungen und Aquarelle. Unbeeindruckt von den verschiedenen Bewegungen, die die Kunstwelt zwischen 1905 und 1918 erschüttern, bleibt diese Periode bei weitem seine schönste. In dieser Zeit teilt er sich mit Dunet das Atelier von Robert A. Pinchon, und aus dieser lebhaften Freundschaft entstehen Gemälde in warmen Farben, die durch eine exzellente Kenntnis der Wirkung sowie eine äußerst sichere Technik überzeugen.